# Marc de Cornualla
Marc de Cornualla (Marc'h) fou un rei de Kernow (Cornualla) de començaments del segle vi. És alhora un personatge de la mitologia cèltica i de la llegenda arturiana, i és popular especialment per la seva aparició a aquesta darrera com a oncle de Tristany i marit d'Isolda d'Irlanda, els quals van tenir una aventura amorosa d'amagat seu. És present en les tradicions, bretona i cornique. El seu nom (Marc'h significa «cavall» en bretó) i els seus atributs (les orelles del mateix animal) li confereixen un paper de guia d'ànimes com Epona entre els gals, després els galoromans. Les orelles del rei Marc'h, sovint assimilades a una marca vergonyosa en les més antigues interpretacions, són més probablement una marca de reialesa legitimant la funció del sobirà.

## En la tradició bretona
En la tradició bretona, Marc'h és un rei llegendari d'Armòrica del qual l'originalitat és tenir orelles de cavall. D'altra banda un dels seus homònims que regna sobre la Cornualla és un dels protagonistes de la llegenda de Tristany i Isolda, afermada en la realitat històrica bretona i cèltica, entre les Illes Britàniques i la Bretanya armoricana.
L'historiador Léon Fleuriot, especialista d'aquesta època, l'assimila a Conomor, rei històric de la Cornualla britànica al segle vi, regnant alhora sobre les dos Domnònies: la Domnònia armoricana i la Domnònia còrnica de la Gran Bretanya. Així a la seva obra: « Els Orígens de Bretagne » (pàgina 189), escriu: Ell (Comonor) és presentat sovint com un vassall de Khildebert, un "praefectus" diu la Crònica de sant Brieuc: "Comorus tyrannus, praefectus Francorum rejeus". Comonor sembla haver estat un britoromà. La Vida de sant Pau l'anomena el "rei Marc" o el "príncep Marc" o li dona el seu nom complet "Marcus Quonomorius".. L'escriptor Jean Markale va reprendre aquesta assimilació al rei Conomor o Cumunorus.

### El barber del rei
A Bretanya, al municipi cornuallès de Douarnenez, als Plomarc'h («parròquia de Marc'h» - ploe significa parròquia en bretó) es troben algunes restes de les quals es diu que són les del palau del rei Marc'h. La llegenda afirma que aquest rei era vestit amb orelles de cavall, dissimulades sota una gorra i que la divulgació del secret comportava inevitablement la mort. A partir d'això, existeixen diverses versions: segons una d'elles, el rei Marc'h matava sistemàticament tots els barbers que el servien i coneixien el seu secret. Es diu també que un d'aquests barbers va estar a l'origen de la gaita bretona (que al tocar deia « El rei Marc'h té orelles de cavall »). Segons el poema tardà del trobador normand Berul, del segle xii, un nan astròleg del rei va descobrir el secret i va ser mort pel sobirà. L'atribut físic de les orelles de cavall pot evocar el rei Mides de la mitologia grega, però l'analogia s'atura en aquest aspecte.
Potser s'agita en la llegenda alguna cosa d'un fons indoeuropeu molt antic relacionat amb la domesticació i, per tant, potser a la divinització del cavall. Segons l'obra de Gaël Milin Le roi Marc aux oreilles de cheval, seria una marca de sobirania.

### Morvarc'h
Un conte, recollit per Yann Ar Floc'h, presenta una versió diferent de la llegenda. Marc'h apareix com a rei de Poulmarc'h i posseeix un cavall fantàstic, que pot travessar el mar i galopa tan de pressa com el vent. L'animal és anomenat «morvac'h», el que significa « cavall del mar» en bretó. Un dia, mentre que caçava, al seu camí es va creuar una cérvola. Va forçar el seu cavall, no aconsegueix agafar-la (a el "mabinogi de Pwyll" l'amazona que ningú no pot agafar és Riannon-Rigantona, la Gran Reina, una forma diferent d'Epona la Dona-Cavall, deessa major dels celtes). No la va poder acorralar fins a la vora del penya-segat, prop de l'indret on la ciutat de Ys havia estat engolida. El rei Marc'h arma el seu arc i li llança una fletxa, però per un sortilegi, el tret va fer mitja volta i va matar directament el seu preciós cavall. Mu pel furor, treu el seu punyal, però la cérvola ha desaparegut, al seu lloc es troba una magnífica noia, Ahès, la filla de Gradlon. Per venjar-se de la persecució, vesteix el rei amb orelles semblants a les del seu cavall i després s'enfonsa al mar. En «La Légende de la ville d'Ys», Morvac'h és el nom del cavall de la reina del nord, Malgven, esposa del rei Gradlon i mare de Dahud.

### Tristany i Isolda
Marc'h és el rei de Cornualla a Bretanya Armòrica; la seva germana Bleunwenn (Blanca Flor) s'ha casat amb Rivalen, el rei de Loonois, una comarca al sud d'Escòcia. Rivalen mor a la guerra i la seva esposa expira mentre que porta un nen al món: Tristany. El nen és recollit pel seu oncle el rei Marc'h que el cria. Molts anys més tard, en el transcurs d'una expedició guerrera a Irlanda Tristany és ferit matant al gegant Morholt, germà del rei de l'illa. Isolda, la filla del rei, sap com cuidar la ferida enverinada de Tristany. Una vegada curat tornà a Bretanya.
Marc'h vol fer de Tristany el seu successor, però els nobles de Cornualla s'hi oposen i el rei s'ha de casar. L'únic partit interessant és Isolda. Tristan marxa en ambaixada i demana la mà d'Isolda per al seu oncle, al rei d'Irlanda que s'afanya a acceptar. Abans de marxar, la reina confia a la serventa Brangaine que forma part del seguici, un filtre d'amor destinat a la seva filla i al rei Marc'h; aquest filtre posa eternament amorós els que el beuen. Durant el viatge Tristany i Isolda beuen el filtre per error i queden enamorats un de l'altre. Malgrat el seu amor, Isolda es casa amb Marc'h, però és la serventa Brangaine qui pren el lloc al llit del rei, la nit del casament. Els amants acaben marxant, però després d'una llarga fugida són atrapats pel rei, mentre dormien al bosc. Marc'h reemplaça l'espasa de Tristany que fou col·locada entre les seves - elegant manera de dir-los que els perdonava la vida. Els amants se separen i Tristany abandona Cornualla. Uns anys més tard, quan es troben abans de morir, Marc'h intervindrà perquè siguin inhumats l'un prop de l'altre.
El rei de Cornualla apareix igualment en el relat El Cavaller a les Dues Espases, on enterra a Launceor, el fill del rei d'Irlanda.

## En la tradició còrnica
La llegenda de Cornualles de la Gran Bretanya és en tots els punts similars a la llegenda armoricana. Se'l designa en anglès com Mark of Cornwall (Marc de Cornwall), en llatí Marcus, en còrnic Margh, en gal·lès March, i és un rei llegendari de Cornualla, conegut per una inscripció del segle vi. És mencionat sota el nom de Cunomorus amb el seu «fill» Drustan (que podria ser Tristany). És l'oncle de Tristany i el marit d'Isolda, amb la que té una relació culpable.
Mark envia Tristany com a ambaixador a buscar la seva promesa, la princesa Isolda, a Irlanda. Tristany i Isolda s'enamoren i gràcies a un filtre màgic, comencen un dels idil·lis més tempestuosos i una relació carnal apassionada que no té cap semblant en la literatura medieval. Marc sospita, i eventualment les seves sospites es confirmen. En algunes versions ordena que pengin a Tristany, el qual s'escapa de la forca i rescata la seva promesa del seu confinament, tot i que és descobert posteriorment per Marc. Eventualment Marc els perdona, Isolda torna amb ell i Tristany abandona el país cap a l'exili.